# Рыжников, Михаил Иванович
Михаил Иванович Рыжников — советский хозяйственный, государственный и политический деятель, Герой Социалистического Труда.

## Биография
Родился в 1921 году в деревне Осиновые Прудки. Член ВКП(б).
Участник Великой Отечественной войны. С 1946 года — на хозяйственной, общественной и политической работе. В 1946—1982 гг. — первый секретарь Рыбновского райкома КПСС Рязанской области, секретарь Рязанского обкома КПСС.
Указом Президиума Верховного Совета СССР от 7 февраля 1957 года присвоено звание Героя Социалистического Труда с вручением ордена Ленина и золотой медали «Серп и Молот».
Избирался депутатом Верховного Совета РСФСР 4-го созыва.
Умер в 1982 году.